# 1508

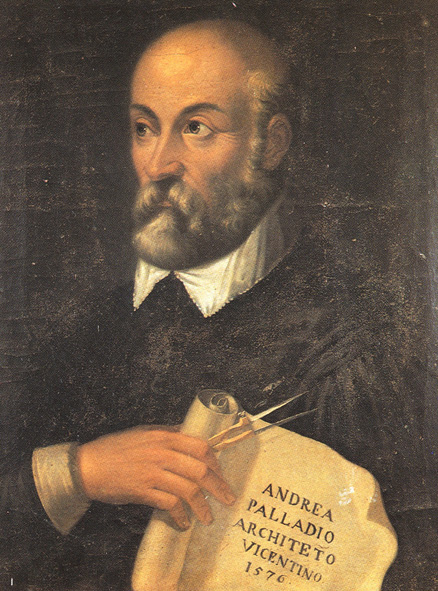
Andrea Palladio

- Wikisource

| Calendário gregoriano                                                        | 1508 MDVIII                                           |
| Ab urbe condita                                                              | 2261                                                  |
| Calendário arménio                                                           | 957 – 958                                             |
| Calendário bahá'í                                                            | -336 – -335                                           |
| Calendário budista                                                           | 2052                                                  |
| Calendário chinês                                                            | 4204 – 4205 Início a 1 de fevereiro (aproximadamente) |
| Calendário copta                                                             | 1224 – 1225                                           |
| Calendário etíope                                                            | 1500 – 1501                                           |
| Calendários hindus - Vikram Samvat - Calendário nacional indiano - Cáli Iuga | 1563 – 1564 1429 – 1430 4608 – 4609                   |
| Calendário Holoceno                                                          | 11508                                                 |
| Calendário islâmico                                                          | 914 – 915                                             |
| Calendário judaico                                                           | 5268 – 5269                                           |
| Calendário persa                                                             | 886 – 887                                             |
| Calendário rúnico                                                            | 1758                                                  |
| Calendário solar tailandês                                                   | 2051                                                  |

1508 (MDVIII na numeração romana) foi um ano bissexto do século XV do calendário juliano, da Era de Cristo, e as suas letras dominicais foram  B e A (52 semanas), teve início a um sábado e terminou a um domingo.
| Ano completo                      |
| --------------------------------- |
| Ano bissexto com início ao sábado |

## Eventos
- Março — Batalha de Chaul entre a frota Portuguesa comandada por D. Lourenço de Almeida e a frota do sultão mameluco do Egito Algauri.
- 21 de agosto — Elevação do Funchal à categoria de cidade.
- Conquista pelos portugueses de Safim, na costa ocidental de Marrocos.

## Nascimentos
- 18 de outubro — Lucas Lossius, humanista, téologo luterano, reformador, pedagogo e hinógrafo alemão  (m. 1582).
- 30 de novembro — Andrea Palladio, arquiteto.  (m. 1580)
- 9 de dezembro — Gemma Frisius, médico, astrônomo, matemático, cartógrafo e fabricante de instrumentos matemáticos  (m. 1555).

## Mortes
- 4 de fevereiro — Conrad Celtis, historiador, poeta e humanista alemão  (n. 1459).
- Março — Lourenço de Almeida, capitão-mor português, morto pouco tempo depois da Batalha de Chaul, devido a ferimentos sofridos durante essa batalha  (n. c. 1480).
- 19 de setembro — Jorge da Costa, cardeal de Alpedrinha, arcebispo de Braga e de Lisboa  (n. 1406).